# Blocul ARO - Patria
Blocul ARO - Patria este un monument istoric aflat pe teritoriul municipiului București.
Clădirea este situată pe Bulevardul Gheorghe Magheru la intersecția cu strada Arthur Verona și are o compoziție volumetrică cu două aripi și un turn masiv, cu regimuri de înălțime inegale. Turnul este construit pe 11 nivele (P+10 etaje), iar cele două aripi au P+7 etaje spre bulevard și P+4 etaje spre stradă. Parterul adăpostește spații comerciale, printre care și fostul Cinema Patria. Blocul ARO este cunoscut și sub numele de Blocul Patria.
Arhitectul Horia Creangă a primit numeroase critici cu privire la plastica acestei clădiri, însă nu a fost afectat de acestea. Construcția rămâne în istorie drept prima realizare a modernismului în arhitectura românească.